# トダ族
トダ族（toda）とは、インドのタミル・ナードゥ州にあるニールギリ丘陵に居住する少数民族。

## 概要
トダ族はタミル・ナードゥ州の他、ニールギリ丘陵のカルナータカ州側にも少数が住んでおり、一部を除いて指定部族に指定されている。トダ族の「トダ」は他称であり、民族の自称は「トラ(Tora)」である。
かつては女児に対する嬰児殺しの慣行があり、1931年には人口597人のうち男女比が約10：7という歪な状態だった。公式には1819年にイギリス植民地政府により嬰児殺しは禁止されたが、インド独立後に時間をかけて広く受け入れられるようになった。2001年の国勢調査では女性人口が男性を上回り、総人口も増えつつある。
トダ人は毛深く、長身であり、顔は細長く狭鼻という地中海人種に似た特徴を持ち、他の周辺民族との系属関係ははっきりしていない。

## 社会・文化
トダ族は水牛の飼育に従事することで、ニールギリ丘陵に住む他の部族と分業・共生関係を結んでいる。近年は農業との兼業や、農業を専業とする世帯も現れている。水牛の飼育はトダ族の信仰と密接な関係があり、酪農は神聖な作業と位置づけられている。酪農場は聖地であり、司祭によって儀礼が行われた後に搾乳され、伝統的なカマボコ型の畜舎は「酪農寺院」と呼ばれている。
トダ族の社会は双分氏族クラン構造あるいは双分サブ・カースト構造をもつ。クラン内部での性関係は近親相姦と見なされ、通婚は禁止されている。結婚は家族親族間の合意によってなされ、幼児婚が普通である。交叉イトコ婚、単婚が好まれるが、一夫多妻制も存在する。婚後は夫居婚となり、離婚も再婚も可能である。相続は父系の長子相続が一般的である。

## インド独立後の変化
トダ族はキリスト教化の影響もほとんど受けず、カマボコ型の住居、独特なショールや髪型、赤と黒の縦縞の刺青など、その伝統的な習俗が残されていたため、20世紀初頭から欧米の民族学・人類学の研究対象として注目を受けてきた。しかし、インドの独立後にトダ族は政府の指導により行政上の大きな変化を経験した。
ショールや刺青が消滅するなど、文化面でも大きな変化があった。伝統的な信仰体系から離れ、ヒンドゥー教の信仰を併行するものも急速に増えている。カマボコ型住居は1960年代に実施されたコンクリート製の家屋に建て替える行政指導のために、ほぼ消滅してしまったが、1996年以降に文化保存のための建設援助が始まり、酪農寺院など10軒あまりが再建・保持されている。